# Formação Madygen
A Formação Madygen é uma formação geológica do Triássico Médio e Lagerstätte perto da vila de Madygen no sudoeste do Quirguistão, Ásia Central. Estudos biostratigráficos e radioisotópicos apontam para a idade da formação ser de cerca de 237 milhões de anos atrás, do Ladiniano superior até o Carniano inferior. 
Durante os anos 60, a formação foi alvo de várias expedições paleontológicas Soviéticas que desenterraram vários fósseis de plantas, insetos e peixes, assim como répteis, tais como Longisquama e Sharovipteryx. 